# Melanephia
Melanephia is een geslacht van vlinders van de familie spinneruilen (Erebidae).

## Soorten
- M. banian Viette, 1965
- M. brunneiventris Berio, 1956
- M. cinereovariegata Le Cerf, 1922
- M. endophaea Hampson, 1926
- M. metarhabdota Hampson, 1926
- M. nigrescens (Wallengren, 1856)
- M. trista (Snellen, 1872)
- M. vola Viette, 1971